# Dolomedes vittatus
Dolomedes vittatus är en spindelart som beskrevs av Charles Athanase Walckenaer 1837. Dolomedes vittatus ingår i släktet Dolomedes och familjen vårdnätsspindlar. Inga underarter finns listade i Catalogue of Life.

## Föda
Arten har observerats predera på fisk.